# Memphis Depay
Memphis Depay (* 13. Februar 1994 in Moordrecht, heute Zuidplas) ist ein niederländischer Fußballspieler. Er ist variabel in der Offensive einsetzbar, steht in Brasilien bei Corinthians São Paulo unter Vertrag und ist A-Nationalspieler. Seit dem 10. Juni 2025 ist er zusammen mit Robin van Persie Rekordtorschütze der niederländischen Nationalmannschaft.

## Kindheit und Jugend
Depays Vater ist Ghanaer, seine Mutter Niederländerin. Er trägt sowohl im Verein als auch in der Nationalmannschaft nicht seinen Nachnamen Depay, sondern seinen Vornamen Memphis auf dem Trikot. Grund dafür ist, dass sein Vater die Familie verließ, als Depay vier Jahre alt war. Im Alter von neun Jahren zog er mit seiner Mutter zu deren neuen Partner, der bereits mit einigen älteren Kindern zusammenlebte. Depay beschrieb in seiner Biographie Heart of a Lion, wie er regelmäßig physische Gewalt von Seiten der anderen Kinder erfahren musste und die daraus entstandenen Aggressionen schließlich gegen Mitschüler und Lehrer richtete. Er hätte, so Depay weiter, bereits als Zwölfjähriger Alkohol konsumiert, mit weichen Drogen gehandelt und seine Gefühle nur in Form von selbst geschriebenen Raps äußern können.

## Karriere

### Anfänge
Depay begann seine Karriere im Jahr 2000 als Kind bei der VV Moordrecht in seinem Geburtsort Moordrecht südwestlich der Stadt Gouda in der Provinz Zuid-Holland. Später wechselte er ins 25 Kilometer entfernte Rotterdam, wo er nun für Sparta auflief.

### Ausbildung und Profi bei der PSV Eindhoven
Zur Saison 2006/07 zog Depay weiter in die Nachwuchsakademie der PSV Eindhoven und lebte bei einer Gastfamilie. Mit 15 erhielt der Junge die Erlaubnis, nachdem er bereits mehrerer Schulen verwiesen worden war, aus dem niederländischen Bildungssystem auszuscheiden und sich ausschließlich auf den Vereinsfußball zu konzentrieren. Mithilfe des von der PSV engagierten Mentaltrainers Joost Leenders entwickelte sich der Problemteenager zu einem disziplinierten Sportler und kam im September 2011 als 17-Jähriger zu seinem ersten Einsatz für die Profimannschaft im niederländischen Pokal; im Spiel gegen den Amateurklub VV Sint Bavo erzielte er zwei Tore. In der Eredivisie debütierte Depay im Alter von 18 Jahren im Februar 2012. Ab Sommer 2013 war der Offensivspieler auf dem linken Flügel als Gegenpart zu häufig wechselnden Partnern wie Zakaria Bakkali oder Ji-Sung Park auf Rechts gesetzt und stand auch regelmäßig im Europapokalaufgebot des Vereins. In der Saison 2014/15 wurde der Stürmer mit der PSV niederländischer Meister und mit 22 Treffern Torschützenkönig. Seine bis dahin beste Saison als Profi hatte Depay darüber hinaus mit sechs weiteren Toren sowie acht Vorlagen abgeschlossen.

### Manchester United

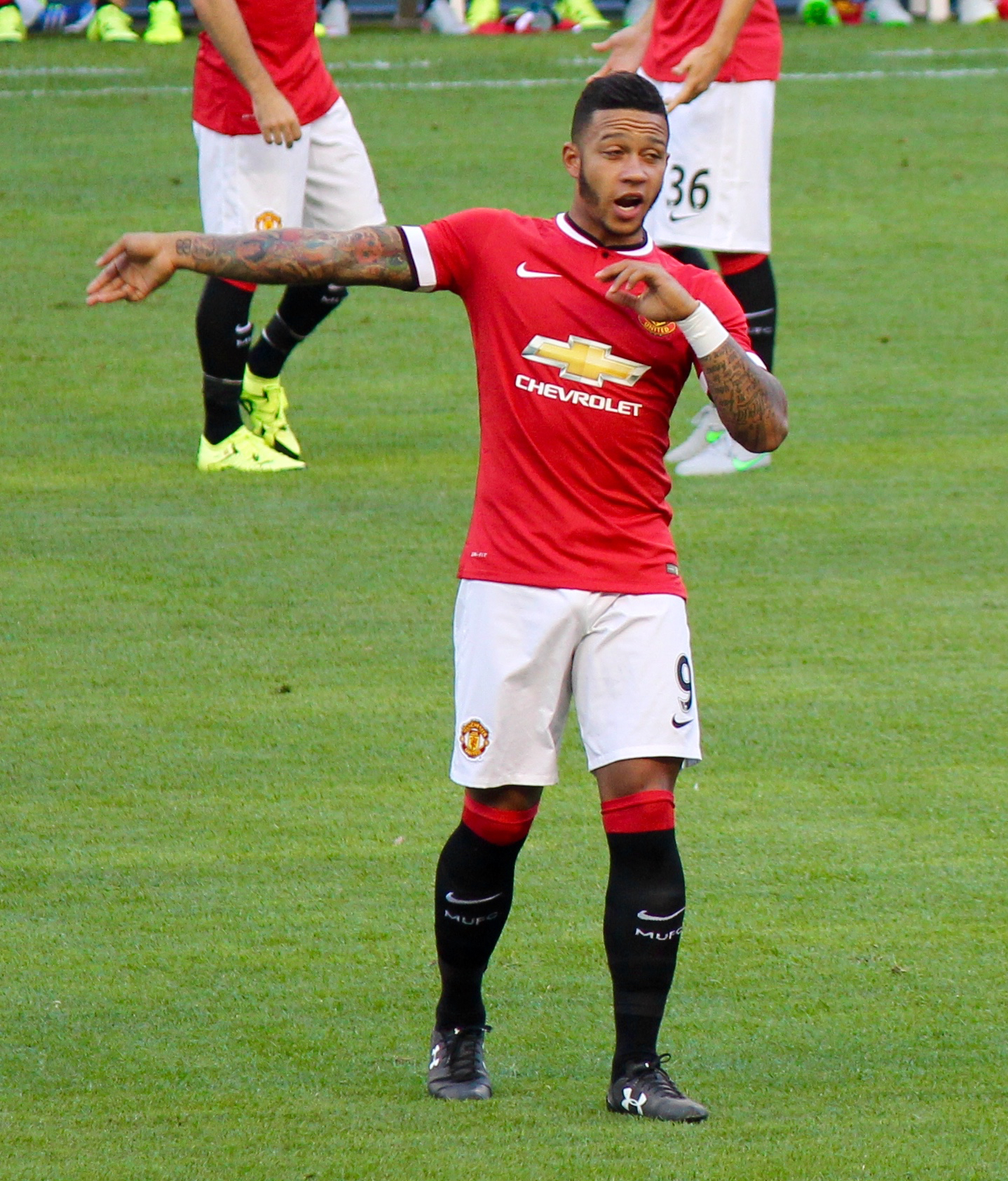
Depay im Trikot von Manchester United (Juli 2015; während der Vorbereitung noch mit der Nr. 9)

Zur Saison 2015/16 wechselte der Niederländer in die englische Premier League zu Manchester United. Er unterschrieb beim von seinem ehemaligen Bondscoach Louis van Gaal trainierten Klub einen Vierjahresvertrag bis zum 30. Juni 2019 mit einer Option auf ein weiteres Jahr und soll umgerechnet 28 Millionen Euro gekostet haben. Ursprünglich sollte ein Transfer zum Ligakonkurrenten FC Liverpool stattfinden, der jedoch als Ersatz für den verletzten Daniel Sturridge den Belgier Christian Benteke verpflichtete. Gemeinsam mit einem Freund zog der 21-Jährige nach Manchester, wo sie gemeinsam ein Anwesen des Ex-Spielers Phil Neville mieteten. Depay erhielt bei den Red Devils das Trikot mit der Rückennummer 7, das vor ihm u. a. die Vereinsikonen George Best, Bryan Robson, Éric Cantona, David Beckham und Cristiano Ronaldo trugen.
Sowohl unter van Gaal wie auch unter dessen Nachfolger José Mourinho konnte sich der junge Spieler auf dem in England höheren Niveau nur schwer durchsetzen. Er war häufiger damit beschäftigt, als erster Verteidiger die schnellen defensiven Flügelspieler der Gegner zu stoppen und kam in sieben Wettbewerben, darunter auch die Champions und die U23-Premier League, auf 16 direkte Torbeteiligungen. Die englische Boulevardpresse, die sich gerne kritisch zu Fußballspielern äußert, veröffentlichte häufig Fotos des Niederländers in teurer Kleidung oder in dessen Rolls-Royce, niederländische Magazine folgten. Zwischen Sommer 2016 und Januar 2017 kam der Außenbahnspieler auf lediglich 134 Spielminuten und hatte auf der linken Seite das Nachsehen gegenüber Anthony Martial. In dieser persönlich wie sportlich für ihn schweren Zeit will Depay mithilfe des US-amerikanischen Predigers T. D. Jakes zum Glauben und so neuen Halt gefunden haben.

### Olympique Lyon
Anfang 2017 wechselte Depay zum französischen Erstligisten Olympique Lyon, nachdem eine Computersimulation des Unternehmens SciSports den Klub nach Analyse seiner Spieldaten für ihn ausgewählt haben soll. Manchester United besitzt jedoch eine Rückkaufoption. Depay erklärte rückwirkend mit den Worten „Ich gehörte auch zu den Menschen, die sich von meiner Zeit bei United mehr erwartet hätten. Ich hätte bei United bleiben und sagen können, dass ich für einen der größten Klubs der Welt spiele. Aber ich war dort nur Ersatz und das entspricht nicht meinen Ambitionen“ seinen Weggang aus England. Für die Franzosen lief der Spieler bereits zu Beginn seines Engagements auf wechselnden Offensivpositionen auf, bespielte die Flügel, ließ sich ins offensive Mittelfeld fallen oder sorgte von den Außenbahnen für Gefahr. Zusätzlich zu regelmäßigen Auftritten im Europapokal – wobei man im Frühjahr 2020 das Halbfinale der Champions League erreichte – wurde der Niederländer schnell zum Leistungsträger und Fixpunkt im Angriffsspiel Lyons neben dem statistisch noch effektiveren Teamkollegen Moussa Dembélé. Seine bislang stärkste Saison absolvierte er 2017/18, an deren Ende 39 Scorerpunkte in 51 Pflichtspielen zu Buche standen. Am 15. Dezember 2019 erlitt er im Spiel gegen Stade Rennes einen Kreuzbandriss und konnte erst im Juli 2020 beim nach Elfmeterschießen verlorenen Pokalfinale wieder für Olympique auflaufen. Kurz vor seinem verletzungsbedingten Ausfall war der Offensivspieler zum neuen Spielführer des Teams ernannt worden.
Da Lyon die in Folge der COVID-19-Pandemie vorzeitig abgebrochene Spielzeit 2019/20 nur als Siebter beendet hatte, wurde erstmals seit 2011 wieder die Qualifikation für den Europapokal verpasst. Neben pandemiebedingten Umsatzeinbußen auf Seiten des Vereins sorgte auch die mangelnde Aussicht auf einen gesamteuropäischen Titel dafür, dass im Vorfeld der Saison 2020/21 keine Gespräche über eine Verlängerung des noch bis Juni 2021 gültigen Vertrags stattfanden. Noch vor Karl Toko Ekambi war der Niederländer am Saisonende der mit Abstand effektivste Angriffsspieler des Vereins, wettbewerbsübergreifende 22 Tore sowie zwölf Vorlagen gelangen ihm in 40 Partien. Gleich am 2. Spieltag schoss der Angreifer drei Tore gegen den FCO Dijon, gegen Racing Straßburg bereitete er alle drei Treffer vor und in vier weiteren Spielen traf der Spieler doppelt. Depay lief die meiste Zeit als Mittelstürmer auf und rückte aber auch einige Male auf den linken Flügel, wenn Trainer Rudi Garcia den nach der Winterpause für den verliehenen Moussa Dembélé verpflichteten Islam Slimani im Sturmzentrum aufbot. Nach anfänglichen Schwierigkeiten stand der Spieler mit seiner Mannschaft ab dem 11. Spieltag durchgängig auf Plätzen, die zur Teilnahme am Europapokal berechtigten, bis kurz vor Schluss war Lyon mit Depay auch Anwärter auf den Meistertitel.

### FC Barcelona

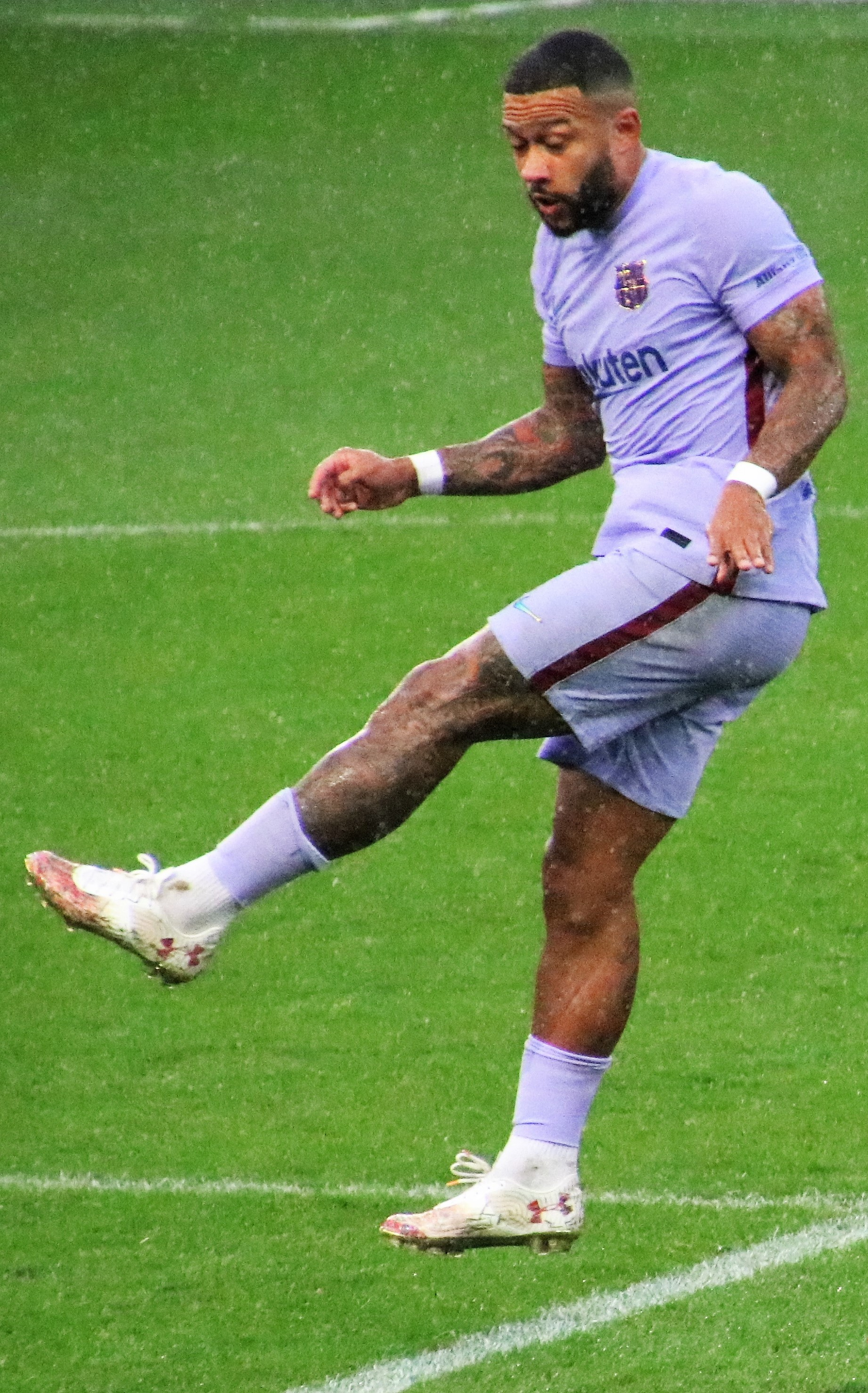
In Barcelona (2021)

Nach seinem Vertragsende bei Olympique Lyon wechselte Depay zur Saison 2021/22 ablösefrei in die spanische Primera División zum FC Barcelona, wo er einen bis zum 30. Juni 2023 gültigen Vertrag unterschrieb. Bis zu einer Oberschenkelverletzung Mitte Dezember 2021 stand der Niederländer stets in der Startelf und spielte nur einmal nicht durch. Hierbei profitierte er zum einen von einer Verletzung sowie letztlich die Karriere beendenden Herzproblemen auf Seiten von Sergio Agüero und behauptete sich gegen den per Leihe verpflichteten Luuk de Jong. Während er in der Gruppenphase der Champions League, die er mit Barça als Dritter abschloss und in die Europe League abrutschte, gar nicht traf, steuerte der Stürmer in der heimischen Liga acht Tore und zwei Assists bei. Gegen Getafe oder den Stadtrivalen und Aufsteiger Espanyol erzielte Depay die entscheidenden Siegtreffer, gegen Bilbao, Alavés und Celta Vigo rettete der Stürmer seinem Team hingegen jeweils einen Zähler. Nach zunächst sechs Ligaspielen ohne Niederlage rutschte der FC Barcelona ins mittlere Drittel der Tabelle ab, konnte sich aber mit seinem Spieler bis zur Hinrunde wieder an die Europacupränge heranspielen. In weiteren Saisonverlauf wurden die Katalanen noch Vizemeister und schafften somit die Champions-League-Qualifikation. Depay kam insgesamt auf 28 Ligaeinsätze, in denen er 12 Tore erzielte. In der Europa League scheiterte man hingegen im Viertelfinale am späteren Sieger Eintracht Frankfurt.
Vor der Saison 2022/23 verpflichtete Barça Robert Lewandowski und Raphinha für die Offensive. Depay kam in den ersten 16 Ligaspielen nur noch zweimal zum Einsatz und schoss ein Tor. Auch in der Champions League, in der die Mannschaft erneut in der Gruppenphase scheiterte, war er mit einem Kurzeinsatz nur Reservist.

### Atlético Madrid
Im Januar 2023 wechselte Depay zum Ligakonkurrenten Atlético Madrid, bei dem er einen Vertrag unterschrieb, der offiziellen Angaben zufolge bis zum 30. Juni 2025 gültig gewesen wäre. Der Verein reagierte damit auf den Abgang von João Félix. Der FC Barcelona erhielt eine Ablöse in Höhe von 3 Millionen Euro, die sich durch Bonuszahlungen auf 4 Millionen Euro erhöhen konnte, sowie eine nicht-verpflichtende Kaufoption ab der neuen Saison für den Madrider Spieler Yannick Carrasco. In Madrid konnte sich der Niederländer nicht durchsetzen, auch aufgrund einer langwierigen Muskelverletzung, und blieb mit dem Verein ohne Titel.
Im Juni 2024 wurde bekannt, dass Depays Vertrag doch zum 1. Juli auslaufen würde, da Atlético Madrid offenbar eine im Vertrag verankerte Verlängerungsoption nicht gezogen hatte. Nach insgesamt 40 Spielen und 13 Toren für Atlético war der Stürmer somit während der Europameisterschaft zunächst vereinslos.

### Corinthians São Paulo
Anfang September 2024 verpflichtete der brasilianische Erstligist Corinthians São Paulo Depay und stattete ihn mit einem bis zum 1. Januar 2027 gültigen Vertrag aus. Der hoch verschuldete Verein rangierte zu diesem Zeitpunkt auf einem Abstiegsplatz, das Gehalt des Spielers soll eine Online-Glücksspielplattform bezahlen.

### In der Nationalmannschaft
Depay nahm mit der niederländischen U17-Nationalmannschaft an der EM 2011 teil. Dort gewann er mit ihr den Titel und erzielte beim 5:2-Finalsieg gegen Deutschland ein Tor.

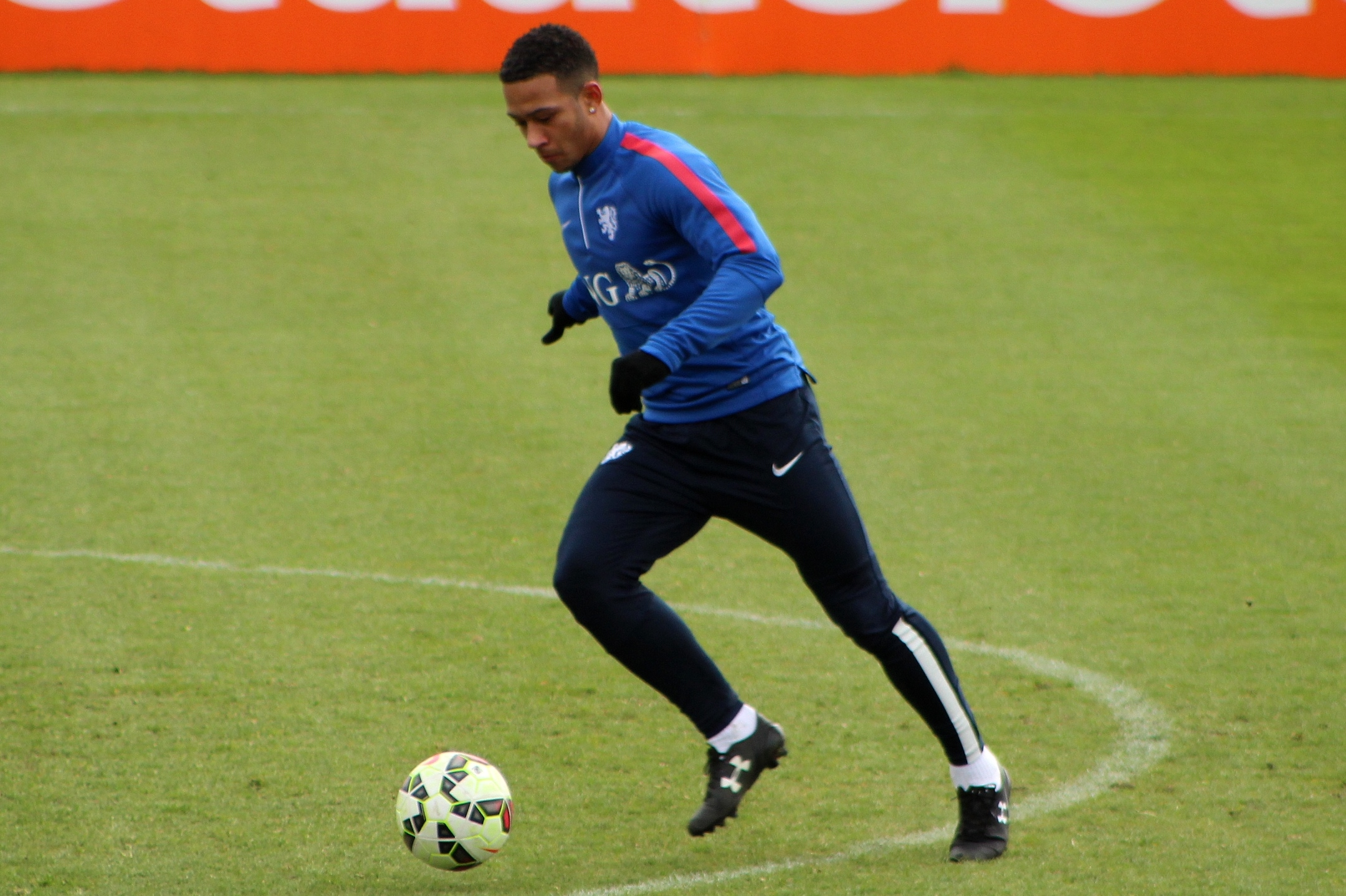
Depay in der A-Nationalmannschaft (2015)

Am 15. Oktober 2013 debütierte Depay unter Bondscoach Louis van Gaal in der A-Auswahl, als er beim 2:0-Sieg gegen die Türkei in der 89. Spielminute für Jeremain Lens eingewechselt wurde. Im Sommer 2014 nahm Depay mit den Niederlanden an der Weltmeisterschaft in Brasilien teil, bei der man Dritter wurde. In den Vorrundenspielen gegen Chile und Australien gelang ihm je ein Treffer.
Nachdem Oranje 2016 sowie 2018 jeweils eine Europa- wie auch eine Weltmeisterschaft verpasst hatte, schieden mit Arjen Robben sowie Robin van Persie altersbedingt wichtige Offensivspieler des Landes aus der Elftal aus. Unter Ronald Koeman entwickelte sich Depay dann in der Folge zu einem der wichtigsten Angreifer des Teams, der am effektivsten mit den Mittelfeldakteuren Frenkie de Jong und Georginio Wijnaldum spielt. Am Erreichen des zweiten Platzes in der Qualifikationsgruppe C zur EM 2021 war der Spieler mit einem Drittel der 24 Tore direkt beteiligt. Die Gruppenphase seiner ersten Europameisterschaft bestritt der Angreifer mit seinem Land gegen Österreich, die Ukraine und Nordmazedonien. Im von Bondscoach Frank de Boer gewählten 3–5–2 war Depay als Mittelstürmer stets gesetzt und spielte je zweimal neben Wout Weghorst sowie Donyell Malen. Er trug jeweils einen Treffer zu den Siegen gegen Österreich und Nordmazedonien bei, gegen Letztere bereitete er auch noch ein Tor vor. Gemeinsam mit Kapitän Georginio Wijnaldum und Außenbahnspieler Denzel Dumfries war der Stürmer so der beste Scorer des Teams, das im Achtelfinale gegen Tschechien ausschied.

## Titel und Auszeichnungen

### Vereine
PSV Eindhoven
- Niederländischer Meister: 2015
- Niederländischer Pokalsieger: 2012

Manchester United
- Englischer Pokalsieger: 2016
- Englischer Supercupsieger: 2016
- Europa-League-Sieger: 2017

FC Barcelona
- Spanischer Supercupsieger: 2023 (ohne Einsatz)

### Nationalmannschaft
- U17-Europameister: 2011

### Auszeichnungen
- Torschützenkönig der Eredivisie: 2015 (22 Tore)
- Spieler des Monats der Ligue 1: April 2018

## Sonstiges
Depay war zwischen 2017 und 2018 mit der Tochter des US-amerikanischen Entertainers Steve Harvey, Lori, liiert, nach eineinhalb Jahren beendete das Paar die Beziehung jedoch wieder.
Seit 2017 veröffentlicht Depay in unregelmäßigen Abständen einzelne Hip-Hop-Songs und drehte auch ein Musikvideo, in dem unter anderem sein Nationalmannschaftskamerad Quincy Promes vorkam.